# Canton de Redon
Le canton de Redon est une circonscription électorale française située dans le département d'Ille-et-Vilaine et la région Bretagne.

## Représentation

### Conseillers d'arrondissement (de 1833 à 1940)
Le canton de Redon avait deux conseillers d'arrondissement de 1910 à 1926.
| Période                                  | Période      | Identité                                                        | Étiquette       | Qualité |
| ---------------------------------------- | ------------ | --------------------------------------------------------------- | --------------- | --- |
| 1833                                     | 1835 (décès) | Pierre Marie Alexandre Noguès (1768-1835)                       |                 | Avocat et avoué à Redon                                                                                     |
| 1836                                     | 1842         | Jean Marie Victor Noguès (1770-1851, frère du précédent)        |                 | Avocat, maire de Redon (1835-1844)                                                                          |
| 1842                                     | 1852         | Louis Thélohan                                                  |                 | Avoué à Redon                                                                                               |
|                                          |              |                                                                 |                 | |
|                                          | 1884         | Émile Normand                                                   | Opportuniste    | Propriétaire à Redon                                                                                        |
|                                          |              |                                                                 |                 | |
| 1892                                     | 1915 (décès) | Jean-Michel Garnier (1834-1915)                                 | Libéral         | Industriel, fabricant de machines agricoles à Redon                                                         |
| 1904                                     | 1910         | François Lagrée                                                 | Libéral         | Médecin, adjoint au maire de Redon                                                                          |
| 1910                                     | 1919         | Paul Marie Joseph Eugène, Vicomte de Freslon de La Freslonnière | Conservateur    | Licencié en droit, propriétaire à Redon                                                                     |
| 1915                                     | 1919         | siège vacant                                                    |                 | |
| 1919                                     | 1934         | Julien Danard                                                   | Républicain     | Négociant à Redon, administrateur de l'hospice et de la Caisse d'épargne                                    |
| 1919                                     | 1928         | Eugène Simon                                                    | Républicain     | Industriel, conseiller municipal de Redon                                                                   |
| 1934                                     | 1940         | Vicomte Joseph-Marie de Saint-Germain (1864-1943)               | Union nationale | Président du comice agricole, propriétaire, maire de Bains-sur-Oust                                         |
| 1940                                     |              |                                                                 |                 | Les conseils d'arrondissement ont été suspendus par la loi du 12 octobre 1940 et n'ont jamais été réactivés |
| Les données manquantes sont à compléter. |              |                                                                 |                 | |

### Conseillers généraux de 1833 à 2015
| Période         | Période           | Identité                               | Étiquette           | Qualité |
| --------------- | ----------------- | -------------------------------------- | ------------------- | --- |
| 1833            | 1836              | Joseph Le Saulnier                     |                     | Maire de Redon (1834-1835) |
| 1836            | 1848              | Louis Marie Victor Journée (1791-1867) |                     | Président du Tribunal civil de Redon puis de Quimper                                                                                           |
| 1848            | 1852              | Félix de La Haye-Jousselin (1795-1857) |                     | Capitaine de cavalerie en retraite à Redon |
| 1852            | 1867              | Louis Thélohan                         |                     | Avocat et propriétaire, maire de Redon (1852-1862), conseiller d'arrondissement                                                                |
| 1867            | 1871              | Pierre-Marie Gérard                    | Bonapartiste        | Maire de Redon (1866-1871) |
| 1871            | 1884 (décès)      | Joseph Desmars                         | Républicain modéré  | Avocat, propriétaire, maire de Redon (1881-1882)                                                                                               |
| 1884            | 1889              | Émile Normand                          | Opportuniste        | Maire de Redon (1884-1886), conseiller d'arrondissement                                                                                        |
| 1889            | 1895              | Charles de Trogoff de Boisguézennec    | Droite monarchiste  | Maire de Bains-sur-Oust (1871-1904) |
| 1895            | 1919 (décès)      | Maurice de Poulpiquet du Halgouët      | Droite monarchiste  | Officier Député (1895-1919) Maire de Renac (ca1895-1919)                                                                                       |
| 1919            | 1931              | Paul Garnier                           | Républicain Libéral | Ingénieur-constructeur Sénateur (1920-1933) Conseiller municipal de Redon                                                                      |
| 1931            | 1937              | Julien Leparoux                        | Rad.                | Vétérinaire à Redon |
| 1937            | 1938 (décès)      | François Lagrée                        | PSF                 | Médecin, adjoint au maire de Redon |
| 1938            | 1940              | Paul Richer                            | Union Nationale     | Industriel Maire de Redon (1935-1942) |
|                 |                   |                                        |                     | |
| 1945            | 1958              | Michel du Halgouët de Poulpiquet       | dvd                 | Entrepreneur de travaux publics Maire de Renac (1935-1942)                                                                                     |
| 1958            | 1970              | Isidore Renouard                       | RI                  | Commerçant - Député d'Ille-et-Vilaine (1958-1975) Maire de Langon                                                                              |
| 1970            | 1970 (décès)      | Joseph Ricordel                        | CD                  | Maire de Redon (1964-1970) |
| 10 janvier 1971 | 1994              | Jean-Baptiste Lelièvre                 | CD puis UDF-CDS     | Inspecteur de l'enseignement privé - Conseiller régional, premier adjoint au maire de Redon                                                    |
| 1994            | 1995 (démission)  | Alain Madelin                          | UDF-DL              | Avocat Député d'Ille-et-Vilaine (1978-1986, 1988-1993 et 1995-2007) Maire de Redon (1995-2001) Membre du Gouvernement (1986-1988 et 1993-1995) |
| 1995            | 2007 (décès)      | Jean-Michel Bollé                      | DVD puis UMP        | Haut-Fonctionnaire (sous-préfet) - Directeur de cabinet de Nicole Ameline Maire de Redon (2001-2007)                                           |
| 2007            | 2009 (annulation) | Dominique Julaud,                      | dvd                 | Préparateur en Pharmacie - Maire de La Chapelle-de-Brain                                                                                       |
| 2009            | 2015              | Jean-François Guérin                   | PS                  | Cadre commercial - Conseiller municipal de Redon (2008-2014)                                                                                   |

#### Résultats électoraux
Élections cantonales, résultats des deuxièmes tours :
- Élections cantonales de 2001 : 56 % pour Jean-Michel Bollé (dvd), 44 % pour Jean-Paul Thomas (PS), 64,48 % de participation[15].
- Élection cantonale partielle de 2007 : 50,2 % pour Dominique Julaud (dvd), 49,8 % pour Vincent Bourguet (dvd), 29,7 % de participation
- Élections cantonales de 2008 : 60,52 % pour Dominique Julaud (dvd),  39,48 % pour Jean-François Guérin (PS), 54,82 % de participation[16].
- Élection cantonale partielle de 2009 : 55 % pour Jean-François Guérin (PS), 45 % pour Vincent Bourguet (dvd), 36,30 % de participation

### Conseillers départementaux depuis 2015
| Période élective | Période élective | Mandat | Mandat   | Identité            | Nuance | Nuance | Qualité |
| ---------------- | ---------------- | ------ | -------- | ------------------- | ------ | ------ | --- |
| 2015             | 2021             | 2015   | 2021     | Franck Pichot       |        | PS     | Directeur d'une entreprise culturelle - Maire de Pipriac Ancien conseiller général du canton de Pipriac         |
| 2015             | 2021             | 2015   | 2021     | Solène Michenot     |        | DVG    | Conseillère création d'entreprise, Redon                                                                        |
| 2021             | 2028             | 2021   | en cours | Franck Pichot       |        | PS     | Directeur d'une entreprise culturelle 7e vice-président du conseil départemental Maire de Pipriac (depuis 2020) |
| 2021             | 2028             | 2021   | en cours | Anne Mainguet-Grall |        | DVG    | Conseillère principale d'éducation, Redon                                                                       |

### Résultats détaillés

#### Élections de mars 2015
À l'issue du 1er tour des élections départementales de 2015, deux binômes sont en ballottage : Solène Michenot et Franck Pichot (PS, 35,53 %) et Vincent Bourguet et Céline Motel (UDI, 31,26 %). Le taux de participation est de 48,5 % (12 680 votants sur 26 143 inscrits) contre 50,9 % au niveau départemental et 50,17 % au niveau national.
Au second tour, Solène Michenot et Franck Pichot (PS) sont élus avec 52,84 % des suffrages exprimés et un taux de participation de 47,15 % (5 994 voix pour 12 324 votants et 26 140 inscrits).

#### Élections de juin 2021
Le premier tour des élections départementales de 2021 est marqué par un très faible taux de participation (33,26 % au niveau national). Dans le canton de Redon, ce taux de participation est de 32,01 % (8 638 votants sur 26 989 inscrits) contre 34,85 % au niveau départemental. À l'issue de ce premier tour, deux binômes sont en ballottage : Anne Mainguet-Grall et Franck Pichot (PS, 44,13 %) et Florence Choquet et Alain Ridard (binôme écologiste, 20,04 %).
Le second tour des élections est marqué une nouvelle fois par une abstention massive équivalente au premier tour. Les taux de participation sont de 34,36 % au niveau national, 34,98 % dans le département et 31,41 % dans le canton de Redon. Anne Mainguet-Grall et Franck Pichot (PS) sont élus avec 71,61 % des suffrages exprimés (5 500 voix pour 8 476 votants et 26 982 inscrits),,. 

## Composition

### Composition avant 2015

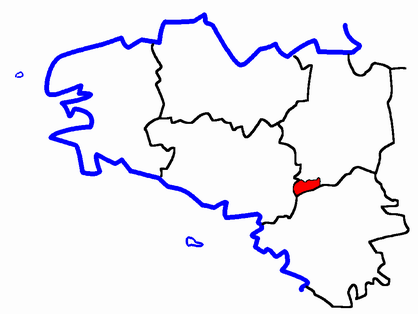
Situation du canton de Redon dans le département d'Ille-et-Vilaine avant 2015.

Le canton de Redon regroupait six communes.
| Nom                  | Code Insee | Codepostal | Superficie (km2) | Population (dernière pop. légale) | Densité (hab./km2) |
| -------------------- | ---------- | ---------- | ---------------- | --------------------------------- | ------------------ |
| Redon (chef-lieu)    | 35236      | 35600      | 15,09            | 9 306 (2012)                      | 617                |
| Bains-sur-Oust       | 35013      | 35600      | 44,63            | 3 404 (2012)                      | 76                 |
| La Chapelle-de-Brain | 35064      | 35660      | 17,65            | 970 (2012)                        | 55                 |
| Langon               | 35145      | 35660      | 36,54            | 1 454 (2012)                      | 40                 |
| Renac                | 35237      | 35660      | 25,89            | 974 (2012)                        | 38                 |
| Sainte-Marie         | 35294      | 35600      | 25,28            | 2 319 (2012)                      | 92                 |

Ces 6 communes adhéraient toutes à la Redon Agglomération.

### Composition depuis 2015
Lors du redécoupage cantonal de 2014, le canton de Redon regroupait 16 communes.
À la suite de la fusion, au 1er janvier 2016, de Messac et de Guipry pour former la commune nouvelle de Guipry-Messac, il est désormais composé de quinze communes.
| Nom                           | Code Insee | Intercommunalité                        | Superficie (km2) | Population (dernière pop. légale) | Densité (hab./km2) | Modifier                                    |
| ----------------------------- | ---------- | --------------------------------------- | ---------------- | --------------------------------- | ------------------ | ------------------------------------------- |
| Redon (bureau centralisateur) | 35236      | CA Redon Agglomération                  | 15,09            | 9 336 (2022)                      | 619                | modifier les données · modifier les données |
| Bains-sur-Oust                | 35013      | CA Redon Agglomération                  | 44,63            | 3 521 (2022)                      | 79                 | modifier les données · modifier les données |
| Bruc-sur-Aff                  | 35045      | CA Redon Agglomération                  | 21,23            | 856 (2022)                        | 40                 | modifier les données · modifier les données |
| La Chapelle-de-Brain          | 35064      | CA Redon Agglomération                  | 17,65            | 1 107 (2022)                      | 63                 | modifier les données · modifier les données |
| Guipry-Messac                 | 35176      | CC Vallons de Haute-Bretagne Communauté | 91,99            | 7 243 (2022)                      | 79                 | modifier les données · modifier les données |
| Langon                        | 35145      | CA Redon Agglomération                  | 36,54            | 1 393 (2022)                      | 38                 | modifier les données · modifier les données |
| Lieuron                       | 35151      | CA Redon Agglomération                  | 16,72            | 802 (2022)                        | 48                 | modifier les données · modifier les données |
| Lohéac                        | 35155      | CC Vallons de Haute-Bretagne Communauté | 5,11             | 700 (2022)                        | 137                | modifier les données · modifier les données |
| Pipriac                       | 35219      | CA Redon Agglomération                  | 48,65            | 3 871 (2022)                      | 80                 | modifier les données · modifier les données |
| Renac                         | 35237      | CA Redon Agglomération                  | 25,89            | 1 032 (2022)                      | 40                 | modifier les données · modifier les données |
| Saint-Ganton                  | 35268      | CA Redon Agglomération                  | 14,08            | 414 (2022)                        | 29                 | modifier les données · modifier les données |
| Saint-Just                    | 35285      | CA Redon Agglomération                  | 28,05            | 1 103 (2022)                      | 39                 | modifier les données · modifier les données |
| Saint-Malo-de-Phily           | 35289      | CC Vallons de Haute-Bretagne Communauté | 18,77            | 1 074 (2022)                      | 57                 | modifier les données · modifier les données |
| Sainte-Marie                  | 35294      | CA Redon Agglomération                  | 25,28            | 2 249 (2022)                      | 89                 | modifier les données · modifier les données |
| Sixt-sur-Aff                  | 35328      | CA Redon Agglomération                  | 42,50            | 2 222 (2022)                      | 52                 | modifier les données · modifier les données |
| Canton de Redon               | 3517       |                                         | 452,18           | 36 923 (2022)                     | 82                 | modifier les données                        |

## Démographie

### Démographie avant 2015
| 1962   | 1968   | 1975   | 1982   | 1990   | 1999   | 2006   | 2011   | 2012   |
| ------ | ------ | ------ | ------ | ------ | ------ | ------ | ------ | ------ |
| 15 459 | 15 964 | 16 182 | 16 186 | 16 688 | 17 257 | 18 252 | 18 677 | 18 427 |

### Démographie depuis 2015
En 2022, le canton comptait 36 923 habitants, en évolution de +3,61 % par rapport à 2016 (Ille-et-Vilaine : +5,46 %, France hors Mayotte : +2,11 %).
| 2013   | 2018   | 2022   |
| ------ | ------ | ------ |
| 35 585 | 36 140 | 36 923 |